# Elin Ek
Elin Maria Ek (Avesta, 31 agosto 1973) è un'ex fondista svedese.

## Biografia
Originaria di By di Avesta, in Coppa del Mondo esordì il 12 marzo 1994 a Falun (47ª) e ottenne il primo podio il 27 novembre 2001 a Kuopio (3ª). Dal 2006 si dedicò principalmente alla Marathon Cup, manifestazione svolta sotto l'egida della FIS che ricomprende gare su lunghissime distanze, aggiudicandosi il trofeo nel 2007.
In carriera prese parte a tre edizioni dei Giochi olimpici invernali, Nagano 1998 (43ª nella 5 km, 35ª nella 15 km), Salt Lake City 2002 (19ª nella 10 km, 38ª nella 15 km, 25ª nella 30 km, 35ª nella sprint, 25ª nell'inseguimento, 12ª nella staffetta) e Torino 2006 (23ª nella 10 km, 31ª nell'inseguimento, 4ª nella staffetta, e a cinque dei Campionati mondiali (6ª nella staffetta a Val di Fiemme 2003 il miglior risultato).

## Palmarès

### Coppa del Mondo
- Miglior piazzamento in classifica generale: 21ª nel 2004
- 2 podi (entrambi a squadre[1]):
  - 2 terzi posti

### Marathon Cup
- Vincitrice della Marathon Cup nel 2007
- 11 podi
  - 4 vittorie
  - 4 secondi posti
  - 3 terzi posti

#### Marathon Cup - vittorie
| Data             | Gara              | Località     | Nazione  | Spec.       |
| ---------------- | ----------------- | ------------ | -------- | ----------- |
| 4 febbraio 2007  | König-Ludwig-Lauf | Oberammergau | Germania | 50 km TC MS |
| 18 febbraio 2007 | Tartu maraton     | Otepää       | Estonia  | 63 km TC MS |
| 4 marzo 2007     | Vasaloppet        | Mora         | Svezia   | 90 km TC MS |
| 3 marzo 2008     | König-Ludwig-Lauf | Oberammergau | Germania | 42 km TC MS |

Legenda:

TC = tecnica classica

MS = partenza in linea